# Селзник, Льюис
Льюис Селзник (первоначально Лейзер Железник, англ. Lewis Joseph Selznick (Laiser Zeleznick); 2 мая 1869 — 25 января 1933) — американский продюсер. Отец Дэвида Селзника.

## Биография
Лейзер Иосифович Железник родился 2 мая 1870 года в местечке Гринкишки Ковенской губернии, в бедной еврейской семье. Его родители — Иосиф Железник (1851—1908), сын Шлойме-Залмена из Оникшта, и Либа (Ида) Рингер — переехали в Киев, когда он был ребёнком.
Вырос в Киеве, где работал простым рабочим. В возрасте 18 лет эмигрировал в США, изменил свою фамилию на Селзник и поселился в Питтсбурге, где создал успешный ювелирный бизнес. В 1910 году в Нью-Йорке он открыл самый большой, по его словам, ювелирный магазин, однако потерпел банкротство.
Обладая предприимчивостью и чутьём, Селзник обратил своё внимание на зарождающуюся киноиндустрию. В 1914 году он основал собственную кинокомпанию «World Film Company» в штате Нью-Джерси. Объединившись вскоре с компаниями «Peerless Pictures Studios» и «The Shubert Brothers», Селзник создал кинокомпанию «Shubert Pictures Co.», которая имела успех. В 1915 году в компанию вошли Сидней Олкотт из «Kalem Studios» и режиссёр Морис Турнёр из французской киностудии «Pathé». Однако в результате межличностных конфликтов с партнёрами Селзник был выведен из компании Советом директоров.
Желая продолжить бизнес в кино, он переехал в 1920 году на Западное побережье США, в Голливуд, где объединился с Адольфом Цукором и Джесси Ласки. Однако в течение нескольких лет его компания «Lewis J. Selznick Productions, Inc.» испытывала серьёзные финансовые трудности и обанкротилась в 1925 году. Селзник отдалился от дел и умер в Лос-Анджелесе 25 января 1933 года. Был похоронен на кладбище Форест-Лаун в городе Глендейл, штат Калифорния.
За вклад в развитие киноиндустрии Льюис Селзник имеет собственную звезду на Голливудской аллее славы (6412 Голливуд Бульвар). Селзник был непосредственно причастен к дебюту в кино Аллы Назимовой, урождённой Левентон.

## Семья
Примерно в 1896 году Льюис Селзник женился на Флоренс Закс, у них было четверо детей: сыновья Мирон и Дэвид стали кинопродюсерами, третий сын Говард (1897—1980) работал ассистентом на киностудии у своего брата Мирона; четвёртым ребёнком была дочь Рут, умершая в младенчестве.